# Sedum borschii
Sedum borschii là một loài thực vật có hoa trong họ Crassulaceae. Loài này được (R.T. Clausen) R.T. Clausen miêu tả khoa học đầu tiên năm 1975.